# Geierrabe
Der Geierrabe (Corvus albicollis) ist eine Singvogelart aus der Familie der Rabenvögel (Corvidae). Der überwiegend schwarze Vogel mit weißem Nacken ist ein großer Vertreter der Raben und Krähen (Corvus) und bewohnt Bergland und Steilküsten im östlichen und südlichen Afrika. Seine Nahrung besteht aus einer Vielzahl verschiedener Insekten und Kleinwirbeltiere sowie aus Aas, menschlichen Abfällen und Früchten. Geierraben leben in der Regel paarweise und bleiben dann das ganze Leben zusammen, können sich aber auch zu größeren Schwärmen mit Artgenossen und anderen Krähen zusammenfinden.
Der Geierrabe ist überwiegend ein Felsenbrüter, baut allerdings gelegentlich auch Nester in Bäumen. Seine Brutzeit beginnt in der Regel zwischen August und November, der Brutbeginn variiert jedoch regional. Die Küken schlüpfen nach 19 bis 26 Tagen und werden nach weiteren 21 bis 28 Tagen flügge. Der nächste Verwandte des Geierraben ist der Erzrabe (Corvus crassirostris) aus dem äthiopischen Hochland, der ihm in Gefieder, Körperbau und Habitatwahl stark ähnelt, aber noch größer wird. Im Großteil seines Verbreitungsgebiets gilt er als eher seltener Vogel, in einzelnen Regionen geht sein Bestand zurück. Die IUCN bewertet den Gefährdungsstatus der Art dennoch mit Least Concern (keine Gefährdung).

## Merkmale

### Körperbau und Gefieder
Der Geierrabe ist mit 50–56 cm Körperlänge ein sehr großer und stämmiger Rabe, der vor allem an seinem kräftigen, gebogenen Schnabel und dem weißen Kragen im sonst braun-schwarzen Gefieder zu erkennen ist. Männchen der Art werden geringfügig größer als Weibchen, hinsichtlich der Gefiederzeichnung existiert dagegen kein Sexualdimorphismus. Männliche Geierraben haben eine Flügellänge von 357–434 mm sowie eine Schwanzlänge von 170–194 mm. Ihr Schnabel wird 65–70 mm lang, während der Laufknochen 74–80 mm misst. Die Flügellänge des Weibchens liegt bei 358–420 mm, sein Schwanz hat eine Länge von 148–182 mm. Der Schnabel ist 62–67 mm lang, der Laufknochen misst 70–77 mm. Bei beiden Geschlechtern misst der Schnabel zwischen 30 und 35 mm in der Tiefe und besitzt einen hohen, gekrümmten Schnabelfirst.

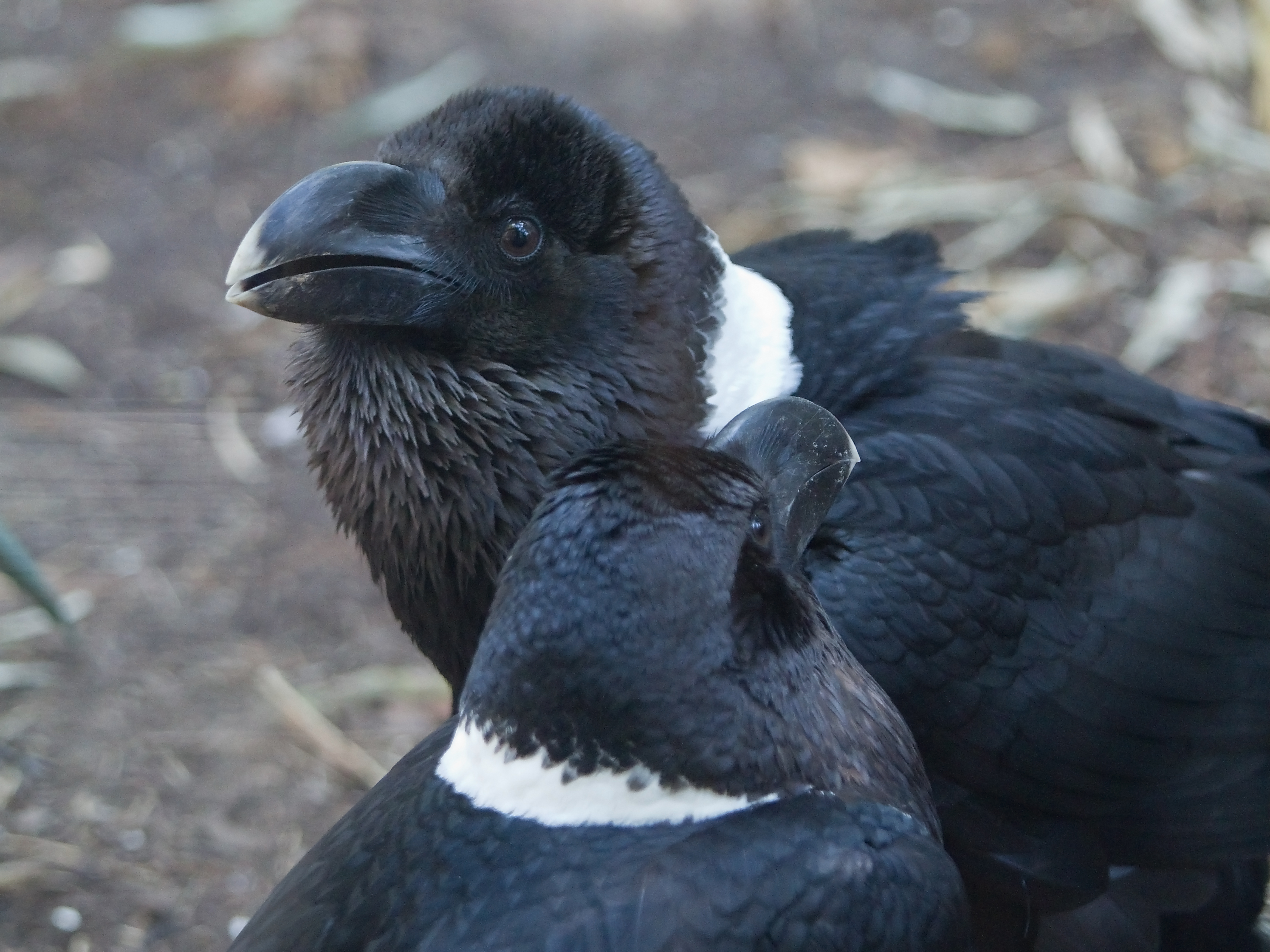
Ein Geierraben-Paar im Zoo von Cincinnati. Gut sichtbar sind der hohe, gekrümmte und gefurchte Schnabel, die Kehlbefiederung und der weiße Kragen im Nackengefieder.

Das Kopf-, Hals-, Kehl- und Bauchgefieder ist überwiegend schwarz- bis Van-Dyke-braun mit violettem Schimmer. Eine Ausnahme bilden lediglich die kohlschwarzen Federn in der Zügelgegend sowie das Gefieder rund um den Schnabel und die Augen. Die Nasalborsten treten deutlich hervor. Sie sind fächerartig angeordnet, leicht nach oben gebogen und bedecken fast ein Drittel des Oberschnabels. Brust- und Kehlfedern sind stark gegabelt und leicht verlängert. Das Nacken- und Brustgefieder wird gelegentlich von einer Linie aus weiß gesäumten Federn umfasst. Der Anteil dieser Federn im Gefieder und ihre Weißfärbung variieren von Individuum zu Individuum, bei einigen Vögeln finden sich auch gänzlich weiße Federn darunter. Im Nacken schließt sich ein breiter weißer Kragen an das dunkelbraune Kopfgefieder an. Der Rest des Gefieders ist tief kohlschwarz und besitzt einen leichten grünen Schimmer. Mit der Zeit blasst es aus und verfärbt sich bräunlich, sodass es farblich dem Kopfgefieder ähnelt. Geierraben haben eine dunkelbraune Iris sowie eine schwarze Wachshaut und schwarze Beine. Der Schnabel ist kohlschwarz, seine Spitze elfenbeinfarben.
Jungvögel besitzen weicheres und wolligeres Bauchgefieder als adulte Vögel. Die bei Altvögeln meist nur andeutungsweise vorhandene helle Linie um den Hals ist bei juvenilen Vögeln deutlicher ausgeprägt und bildet bei einigen Individuen ein weißes Band auf der Unterbrust. Der weiße Kragen ist dafür oft mit schwarzen Stricheln oder Sprenkeln durchsetzt. Dem Schnabel der Jungvögel fehlt die helle Spitze, er ist einheitlich schwarz.

### Flugbild und Gang

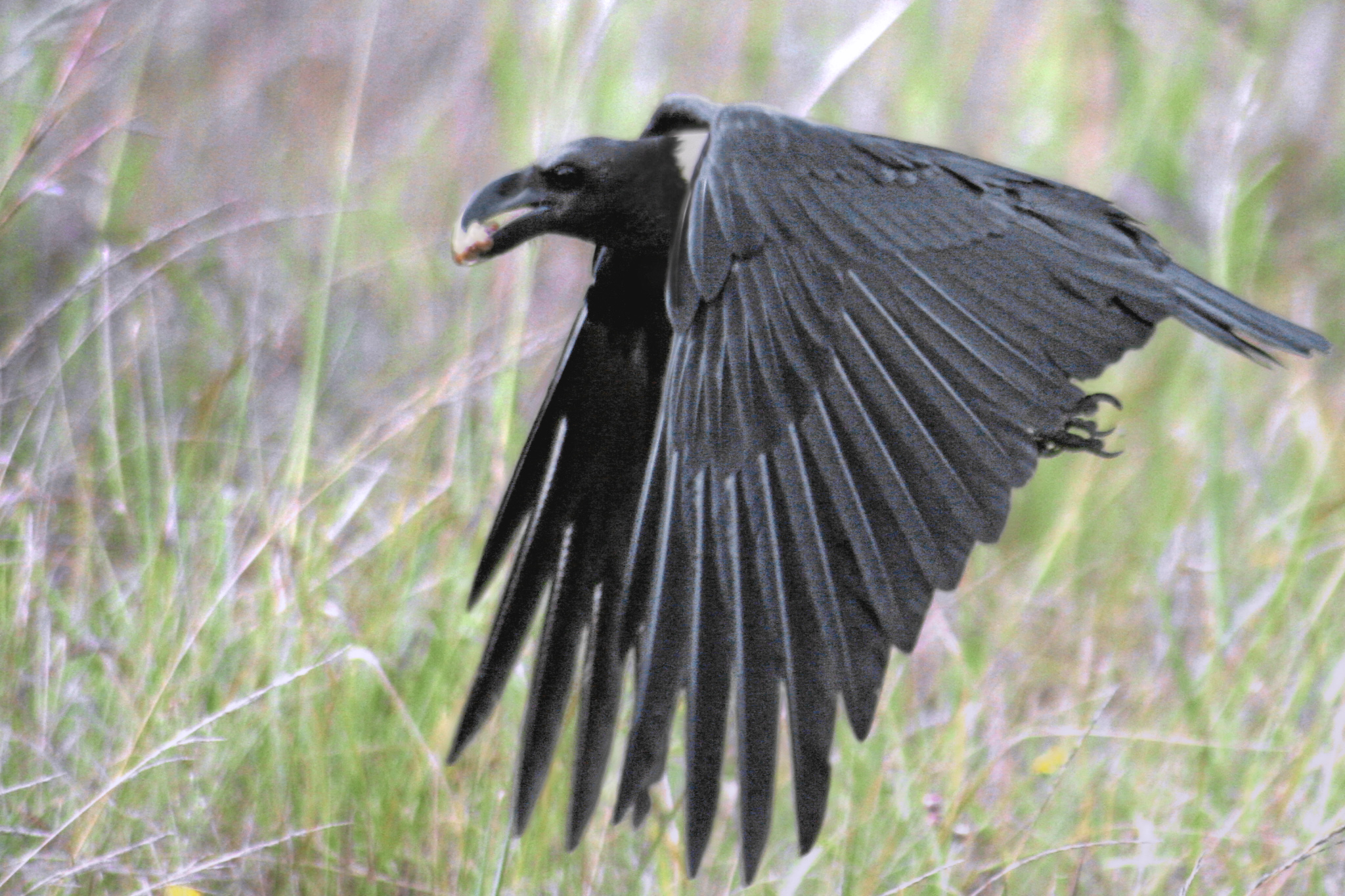
Geierrabe im Flug mit charakteristischen kurzen Schwanzfedern und breiten Flügeln

Der Geierrabe kreist meist mit langsamen, flachen Flügelschlägen. Er ist darüber hinaus aber auch zu schnellen und wendigen Flugmanövern imstande. So zeigen vor allem Paare taumelnde Sturzflüge oder Rollen oder werfen sich im Flug Stöcke zu. Dabei erzeugen die Flügel weit hörbare, sirrende und rauschende Töne. Von anderen Raben und Krähen in seinem Verbreitungsgebiet unterscheidet sich der Geierrabe vor allem durch seinen kräftigen Schnabel, die breiten Flügel und den verhältnismäßig kurzen Schwanz. Am Boden bewegt sich der Geierrabe sowohl hüpfend als auch schreitend fort. Sein Gang ist aufrecht, weit ausschreitend und stolzierend.

### Lautäußerungen
Für eine Rabenart seiner Größe verfügt der Geierrabe über eine sehr hohe und heisere Stimme. Sie ist beispielsweise höher als die des etwa gleich großen holarktischen Kolkraben (Corvus corax), der dem Geierraben ansonsten akustisch stark ähnelt. Meist ruft er mit einem falsettähnlichen kroohr-kroohr oder kraak-kraak-kraak. Das Rufspektrum umfasst daneben aber auch tiefere, kehligere Rufe wie ein rollendes krooo, das mitunter wie Trompetengeschmetter klingen kann und auch als Alarmruf fungiert, sowie ein heiseres haa. Der Bettelruf aaa, aaa gleicht dem anderer Corvus-Arten, besitzt aber ebenfalls die heisere Note der anderen Geierrabenrufe. Wenn er sehr energisch geäußert wird, klingt er wie ein fanatisches Geschrei. Bei der Annäherung an potenzielle Partner lässt der Geierrabe ein metallisch ratterndes klk-klk-klk-klk-klk vernehmen, dabei hält er den Kopf gesenkt. Daneben ist er auch in der Lage, die Rufe von Geflügel nachzuahmen.

## Verbreitung und Wanderungen
Das Verbreitungsgebiet des Geierraben zieht sich von der Region des Victoriasees und der umgebenden Gebirge nach Süden entlang der Bergketten im südostafrikanischen Hinterland bis in die Kapregion.

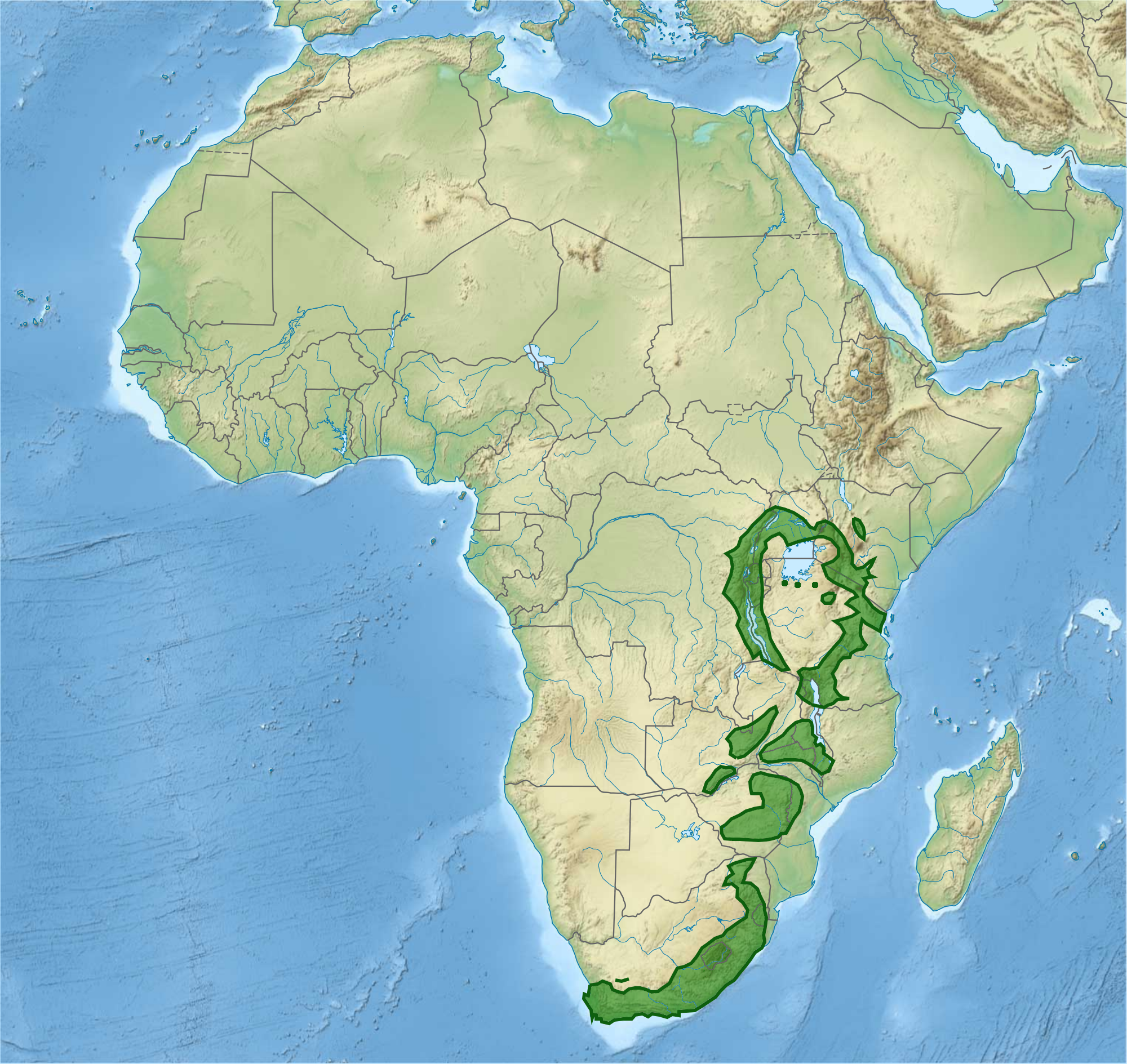
Das Verbreitungsgebiet der Art deckt sich weitgehend mit den Gebirgszügen im Osten und Süden Afrikas

Im äußeren Ostkongo sowie im Westen Burundis, Ruandas, Tansanias und Ugandas deckt sich das Verbreitungsgebiet weitgehend mit dem Zentralafrikanischen Graben. In Uganda reicht es bis ans Nordufer des Victoriasees und schlägt von dort einen Bogen zum Mount-Kenya- und Kilimandscharo-Massiv. Von dort aus folgt es dem Ostafrikanischen Graben südwärts bis zur Nordhälfte des Malawisees und den benachbarten Gebirgen. In Nordosttansania erreicht es die Küste des Indischen Ozeans, in der Region südlich des Victoriasees fehlt der Geierrabe hingegen weitgehend, es bestehen nur vereinzelte, inselartige Vorkommen.
Am Südwestufer des Malawisees schließt nach einer kleinen Lücke ein großflächiges Areal des Geierraben auf der bergigen, östlichen Großen Randstufe an, das nur durch das Flusstiefland des Sambesi und seiner Nebenflüsse zerteilt wird. Es umfasst den äußersten Süden der Demokratischen Republik Kongo, die südliche Grenze und die Zentralregion der Zentralafrikanischen Republik, die Südhälfte Malawis, die westlichen Grenzregionen von Mosambik und große Teile Simbabwes. Im Süden Simbabwes wird es vom Tiefland des Limpopo unterbrochen, setzt sich dann aber im südafrikanischen Soutpansbergmassiv fort und folgt den anschließenden Gebirgsketten durch Südafrika, Eswatini und Lesotho bis zum Kap der Guten Hoffnung. Neben Bergland umfasst es hier auch die Südküste des Kontinents.
Der Geierrabe ist vorwiegend Standvogel und zeigt kein Zugverhalten. Er verstreicht jedoch gelegentlich und legt außerhalb der Brutzeit längere Distanzen in großen Schwärmen zurück. Für die Nahrungssuche verlässt er auch häufig seine Bruthabitate und wandert ins umliegende Tiefland hinunter.

## Lebensraum

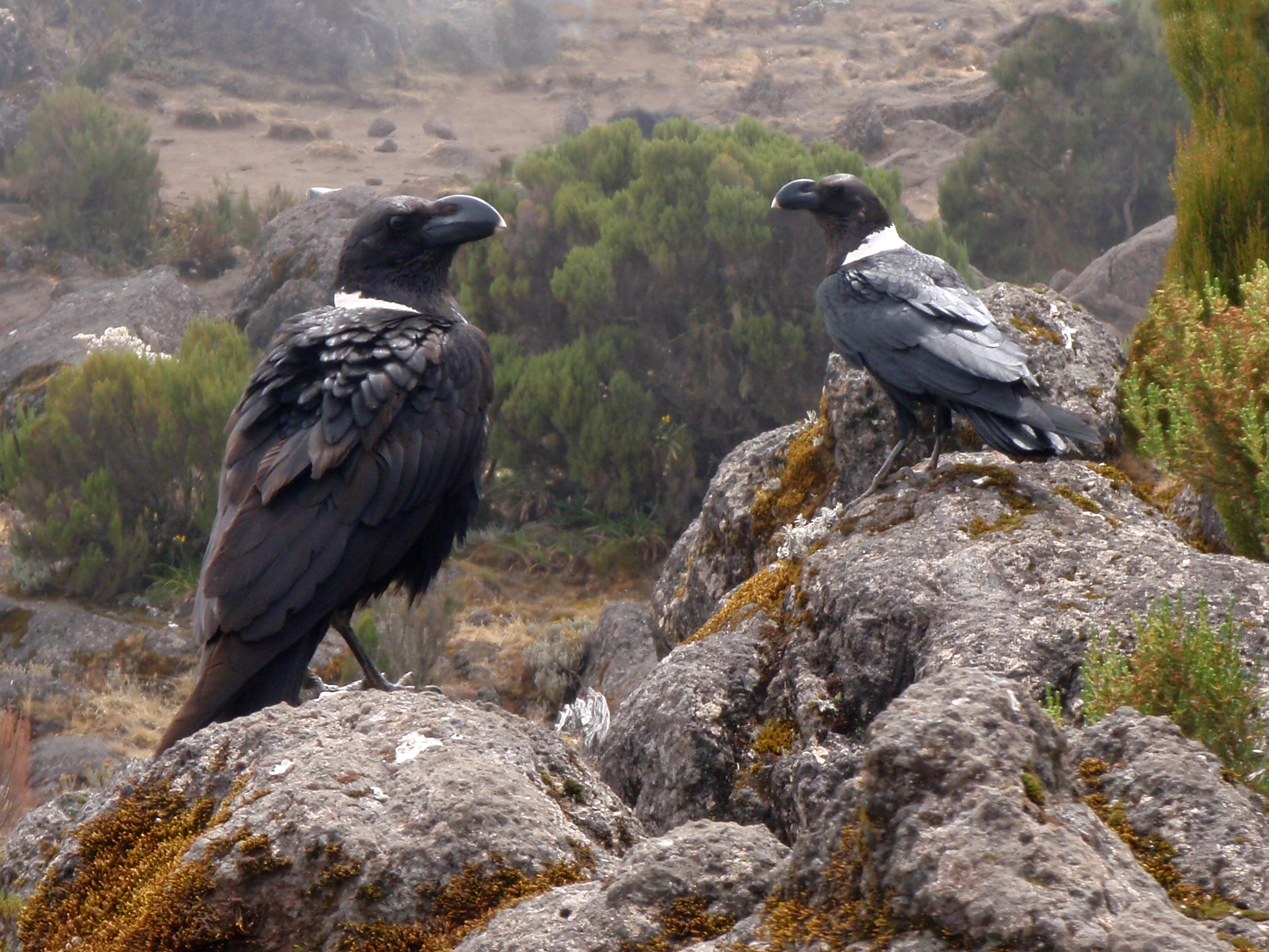
Offene und halboffene Gebirgslandschaften wie hier am Kilimandscharo bilden den Hauptlebensraum des Geierraben.

Der Geierrabe bewohnt vorwiegend bergige und felsige Landschaften, die entweder offen sind oder nur einen spärlichen Baumbestand aufweisen, wie etwa Klippen, Steilhänge oder Geröllfelder. Dennoch wird, von geschlossenem Wald abgesehen, auch eine breite Palette anderer Habitate genutzt: Grasland, Seeufer, Weideland oder auch stark anthropogene Lebensräume wie Dörfer, Gärten und Parks sind keine ungewöhnlichen Lebensräume für den Geierraben, sofern dort ausreichend Futterquellen und Brutmöglichkeiten bereitstehen. Er ist jedoch ein weniger ausgeprägter Kulturfolger als der sympatrische Schildrabe (Corvus albus).
Die Art brütet meist in Höhen von 1000 bis 3000 m über dem Meer. Am Kilimandscharo kommt sie auch bis auf 5800 m vor, im Küstentiefland bis hinunter auf 400 m. Bei der Nahrungssuche ist der Geierrabe hingegen nicht an bestimmte Höhenlagen gebunden und auch im Flachland anzutreffen.

## Lebensweise

### Ernährung

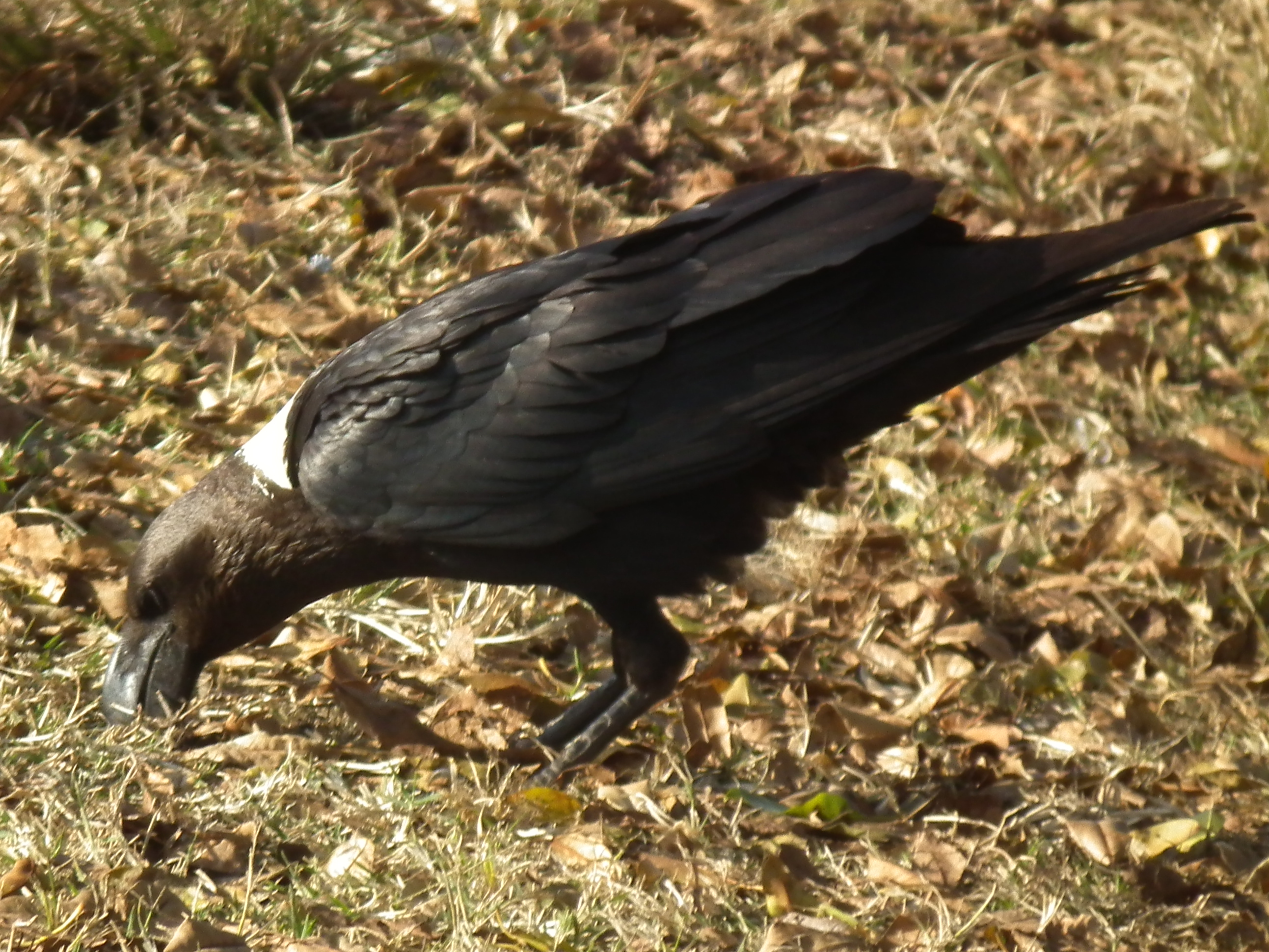
Ein Geierrabe stochert zwischen Gras und Blättern nach Futter. Der Großteil der Nahrungssuche findet am Boden statt.

Der Geierrabe ist ein Allesfresser. Sein Nahrungsspektrum umfasst Aas genauso wie lebende Heuschrecken, Käfer, Schlangen, Eidechsen oder Schildkröten. Darüber hinaus finden sich in seiner Nahrung auch Vögel bis zur Größe von Seeschwalben (Sterna spp.), Säugetiere sowie Eier und Nestlinge größerer Vögel wie Haushühner oder -gänse. Daneben tötet er auch kranke oder schwerverletzte Lämmer, verwertet menschliche Abfälle und verzehrt Früchte, Samen oder den Nektar der Aloe marlothii.
Nahrung sucht der Geierrabe hauptsächlich am Boden. Harte Nahrungsstücke hält er mit einem Fuß und beißt oder hämmert sie mit dem Schnabel auf. Klebrige Nahrung tunkt er wie die meisten Rabenvögel zunächst in Wasser, bevor er sie verzehrt. Seltener sammelt er Insekten aus dem Laub von Bäumen oder pickt Parasiten aus dem Fell oder der Haut großer Säugetiere. Schildkröten wie die Afrikanische Schnabelbrustschildkröte (Chersina angulata), die sich nicht in gewohnter Weise fressen lassen, lässt der Geierrabe aus großer Höhe auf Felsen fallen, bis der harte Panzer dort zerschellt. Um diese sogenannten „Schmieden“ herum finden sich häufig mehrere Dutzend ausgefressener Schildkrötenpanzer. Überschüssiges Futter versteckt er in hohem Gras, Nahrung transportiert er sowohl im Schnabel als auch in den Krallen. Häufig sucht er Schnellstraßen nach Opfern von Wildunfällen ab und ist meist als erster an frischen Kadavern. Wo die Art nicht verfolgt wird, zeigt sie keine Scheu vor Menschen und bewegt sich frei in deren Siedlungen, um Nahrung zu suchen. Vor allem in Camps am Kilimandscharo sind Geierraben häufige Gäste und wurden dort dabei beobachtet, wie sie etwa Soße aus leeren Raviolidosen tranken oder ganze Seifenstücke verzehrten.

### Sozial- und Territorialverhalten

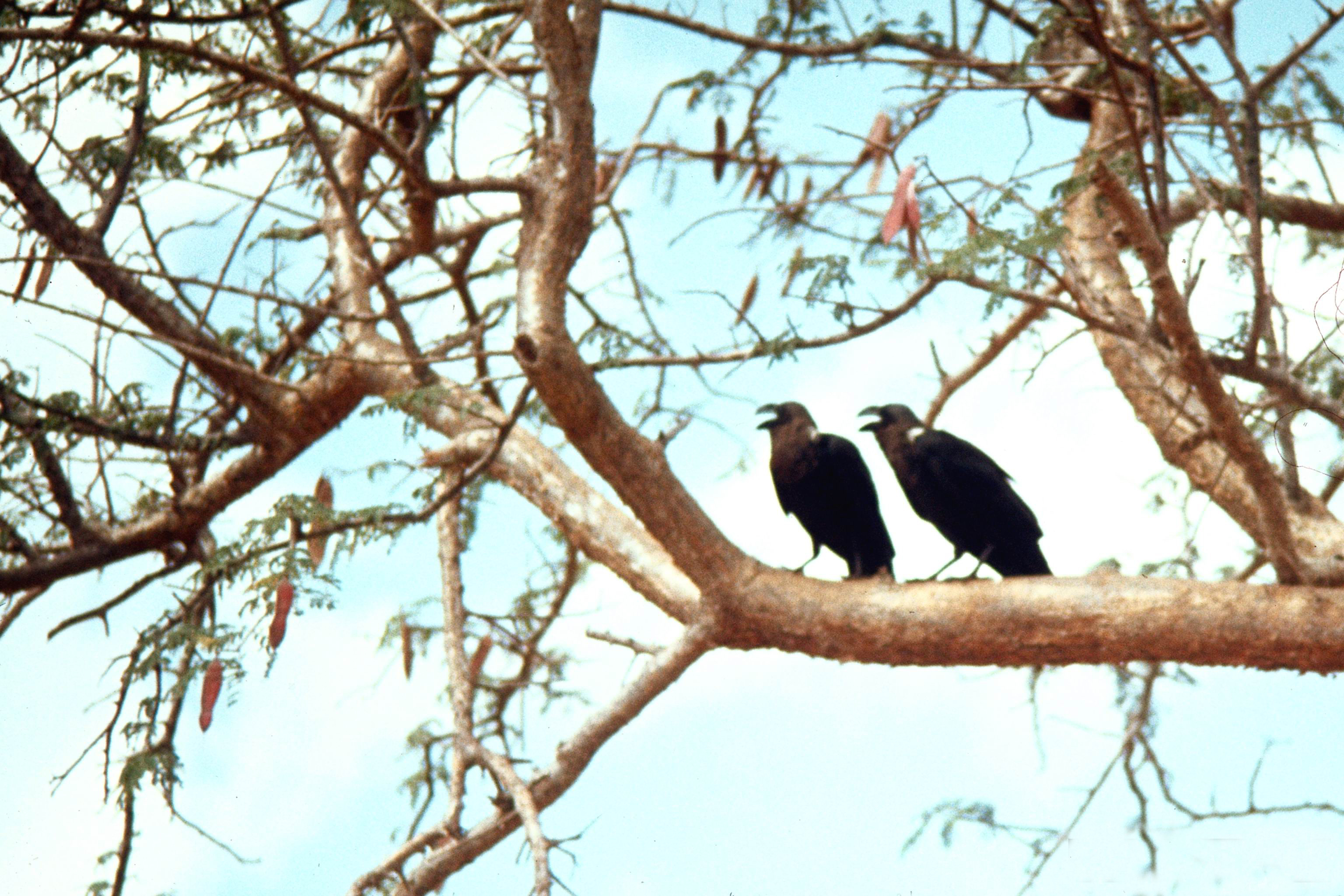
Ein Geierrabenpaar hasst auf einen Eindringling

Geierraben leben als adulte Tiere meist in monogamen, lebenslangen Paarbindungen, bewegen sich aber auch häufig in Gruppen. Schlaf- und Ruheplätze an Klippen werden meist von mehreren Geierraben gleichzeitig genutzt. Diese Gemeinschaften umfassen meist bis zu 40, seltener mehrere hundert Individuen. An Kadavern großer Tiere können sich Schwärme von bis zu 150 Vögeln zusammenfinden, wo sie zusammen mit Geiern, Milanen und Schildraben um Aas kämpfen. Noch größere Ansammlungen können bei saisonalen Heuschreckenschwärmen auftreten. Die bisher größte dokumentierte Versammlung von Geierraben umfasste geschätzte 800 Individuen.
Geierrabenpaare besetzen Territorien und verteidigen sie während der Brutzeit. Wo wie in Städten genügend Nahrung und Nistmöglichkeiten vorhanden sind, tolerieren sich die Vögel offenbar gegenseitig und zeigen keine Zeichen von intraspezifischer Aggression. Bei Geierraben wurde soziales Spielverhalten mit Stöcken und Steinen beobachtet, allerdings keine spielerischen Kämpfe, Jagden oder anderen Formen von Spielverhalten. Gegenseitige Gefiederpflege ist unter ihnen häufig. Dabei heben sie die Federn des Gegenübers mit dem Schnabel an und suchen die freigelegten Federwurzeln auf Läuse und andere Parasiten ab. Bei einer anderen Variante stoßen die Vögel mit dem geschlossenen oder leicht geöffneten Schnabel vorsichtig ins Gefieder des Partners und zeigen Schluckbewegungen.

### Fortpflanzung und Brut
Während der Balzzeit bringt das Männchen dem Weibchen Nahrung, verfolgt es in Balzflügen über Bäume und um Felsen und vollführt Flugmanöver, bei dem es zunächst steil aufwärts fliegt, um sich anschließend wieder hinabzustürzen. Dem Weibchen nähert sich das Männchen in gebückter Haltung und einem ratternden Ruf, um es zu umwerben. Für das Nest werden Äste und Zweige herangeschafft und zu einer runden Schale verwoben. Das Nestinnere wird mit Algen, Gras, Haaren, Wolle, Federn oder Lumpen ausgelegt. In etwa 90 % aller Fälle wird das Nest auf unzugänglichen Felsrändern gebaut, im Rest der Fälle gewöhnlich in Bäumen.
Der Beginn der Brutzeit variiert von Region zu Region. Im Süden des Verbreitungsgebietes beginnt sie tendenziell früher. So setzt die Hauptbrutzeit in Südafrika im September ein und dauert bis in den Oktober. In Malawi dauert sie von September bis November, in Tansania den Oktober hindurch und in Kenia von Oktober bis Dezember. In Uganda wurden zu verschiedenen Jahreszeiten Bruten beobachtet.
Das Gelege besteht aus einem bis sieben, üblicherweise vier glänzenden Eiern. Sie sind länglich oval geformt, hellgrün bis blaugrün gefärbt und mit braunen und oliven Sprenkeln übersät. Die Eier messen 46,0–56,9 × 31,6–35,0 mm und werden vom Weibchen bebrütet. Die Küken schlüpfen nach 19–26 Tagen, haben nach 7–10 Tagen etwa ein Drittel der späteren Größe erreicht und zeigen die ersten Federn. Der Kot der Jungtiere wird von diesen nicht über dem Nestrand abgegeben, sondern von der Mutter aus dem Nest getragen oder gefressen. Die Fütterung der Nestlinge erfolgt ausschließlich durch das Weibchen, zunächst durch Heraufwürgen von Nahrung, später auch durch direkte Fütterung. Das Männchen begleitet das Weibchen zwar oft bei den Flügen zum Nest, füttert die Nestlinge aber in der Regel nicht. Eine Brut wurde in 3,5 Stunden 30 Mal gefüttert, wobei die Nahrungsübergabe jeweils 0,5–2 s dauerte. Die Jungvögel werden nach 21–28 Tagen flügge, verbleiben aber noch lange beim Elternpaar, bis etwa ein bis zwei Monate vor Beginn der nächsten Brutsaison. Der Bruterfolg liegt im Mittel je nach Region zwischen 2,1 und 2,7 ausgeflogenen Jungen pro Brut.

## Lebenserwartung, Krankheiten und Mortalitätsursachen
Geierraben können ein Alter von mehr als 14 Jahren erreichen. Typische Parasiten der Art sind die Federlinge Philopterus leptomelas und Brueelia leucocephalus sowie Myrsidea hopkinsi aus der Tierlaus-Unterordnung Amblycera. In Kenia verenden Geierraben häufig, nachdem sie vergiftete Köder gefressen haben, die dort für Raubtiere ausgelegt werden. In Südafrika wird die Art dagegen aktiv vom Menschen verfolgt, indem sie geschossen, gezielt vergiftet und mit Fallen gefangen wird und ihre Nester und Gelege zerstört werden.

## Taxonomie und Systematik
Der Geierrabe wurde bereits sehr früh beschrieben. 1790 nahm ihn John Latham in seinen Katalog Index ornithologicus sive Systema ornithologiæ auf, in dem er die Art anhand eines Balges beschrieb.  Das Artepitheton albicollis bedeutet im Lateinischen „weißer Hals“.
Der Geierrabe gehört zu einer Gruppe kräftiger Raben, die im Osten und im äußersten Süden Afrikas verbreitet ist. Seine Schwesterart ist der ähnlich gebaute und gefärbte, aber deutlich größere und kräftigere Erzrabe (Corvus crassirostris), der größte lebende Singvogel. Der Split zwischen beiden Taxa fand der Molekularen Uhr zufolge vor rund 2,5 Millionen Jahren statt.

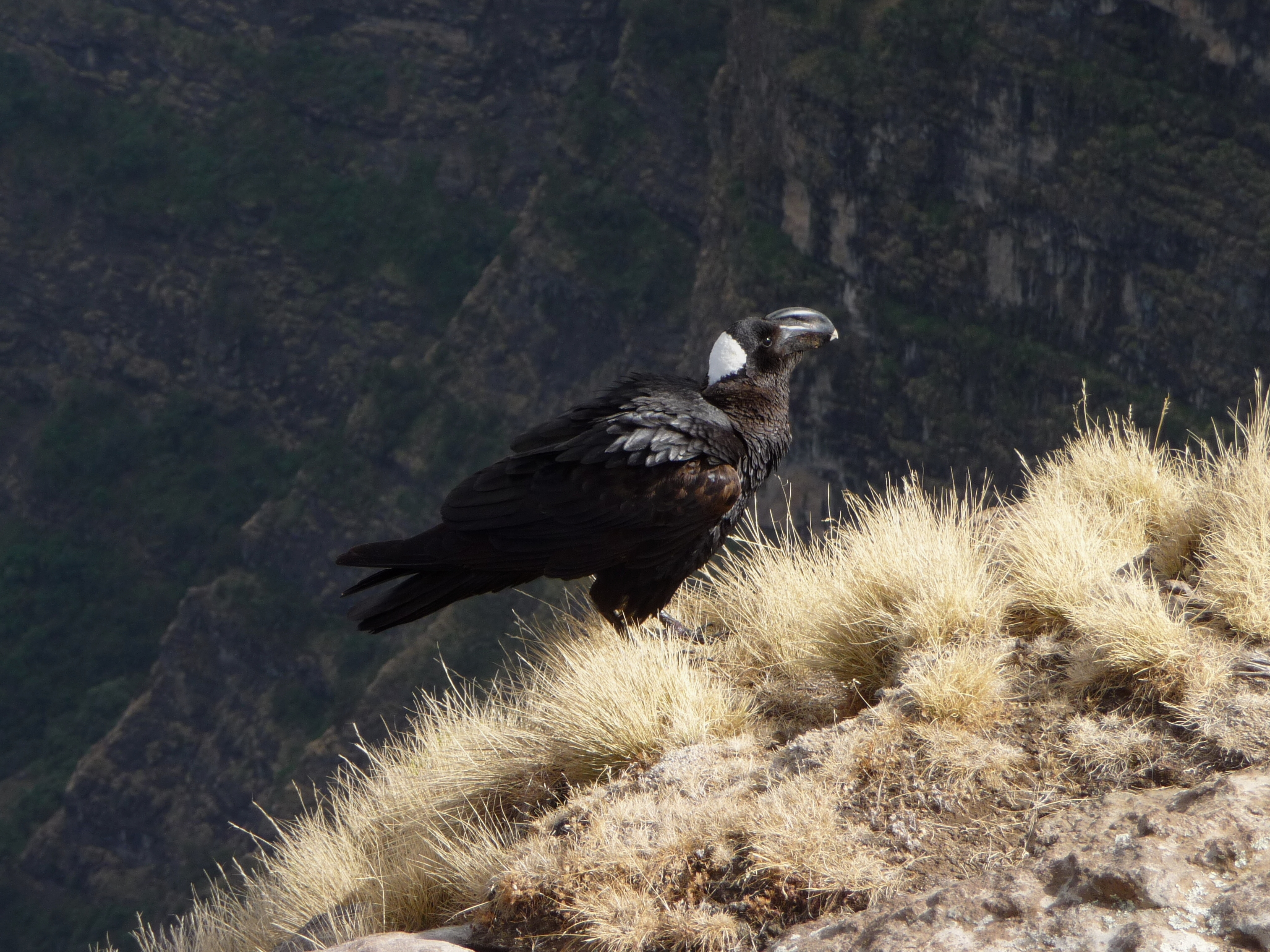
Der Erzrabe (C. crassirostris) ist der nächste Verwandte des Geierraben

Während der Geierrabe die Gebiete entlang des Afrikanischen Grabenbruchs bis ans Kap der Guten Hoffnung bewohnt, beschränkt sich die Verbreitung des Erzraben auf das Hochland von Abessinien in Äthiopien und Eritrea, womit sich die jeweiligen Verbreitungsgebiete nicht überschneiden, aber nahe beieinander liegen. Die beiden Arten werden für gewöhnlich in eine Superspezies gestellt, weil sie spezifische Merkmale wie den großen, gefurchten Schnabel und die weiße Halszeichnung teilen. Im 19. und frühen 20. Jahrhundert wurden beide Arten auch in einer eigenen Gattung Corvultur (Lesson, 1831) geführt, um ihrer stark nekrophagen Ernährungsweise und ihrer Schnabelmorphologie Rechnung zu tragen. Die Grundlage dazu bildete vor allem Richard Bowdler Sharpes Arbeit Catalogue of the Passeriformes, or perching birds, in the collection of the British museum. Coliomorphae von 1877. Darin wandte er ein stark differenzialistisches Konzept auf die Gattung Corvus an und teilte sie in 12 Untergattungen, unter anderem Corvultur. Erst Richard Meinertzhagen wandte sich 1926 gegen Sharpes Konzept, indem er mit den Übergangsformen zwischen einzelnen Corvus-Arten argumentierte. Dean Amadon folgte Meinertzhagen 1944 in dieser Auffassung, woraufhin Geier- und Erzrabe in wissenschaftlichen Publikationen wieder überwiegend der Gattung Corvus zugeordnet wurden. Beide Arten bilden die Schwesterklade der holarktischen Raben und trennten sich von ihnen im frühen Pliozän (etwa 4 mya). Für den Geierraben werden keine Unterarten anerkannt. 

## Status
Im Großteil ihres Verbreitungsgebiets ist die Art ein wenig häufiger oder lokal häufiger Vogel, viele Regionen sind wahrscheinlich nur dünn besiedelt. In Mosambik umfasst der geschätzte Bestand weniger als 100 Vögel. In Südafrika, wo er auch heute noch als Schädling verfolgt wird, war der Geierrabe im 19. Jahrhundert wahrscheinlich weiter verbreitet als heute, wie Sichtungen aus Pretoria, Klerksdorp oder den Magaliesbergen nahelegen. Einen Bestandsrückgang gibt es offenbar auch in Kenia, wo Geierraben häufig vergiftete Kadaver fressen. Dennoch gilt der Geierrabe nicht als bedroht, da, laut Steve Madge und Hilary Burn, örtliche Versammlungen von mehreren Hundert Tieren einen großen Gesamtbestand nahelegen und die Art in vielen Naturschutzgebieten vertreten ist. Von der IUCN wird er auf Basis dieser Einschätzung in der Kategorie Least Concern (keine Gefährdung) geführt.